# The Worrying Kind
The Worrying Kind – angielskojęzyczny singel szwedzkiego zespołu glam rockowego The Ark wydany 5 marca 2007 roku i umieszczony na albumie Prayer for the Weekend. Utwór został napisany i wyprodukowany przez zespół, w produkcji pomagał Marco Manieri.
10 marca singel wygrał szwedzkie preselekcje do Konkursu Piosenki Eurowizji Melodifestivalen 2007, dzięki czemu reprezentował Szwecję podczas 52. edycji festiwalu zorganizowanym w Helsinkach w Finlandii.

## Historia utworu

### Nagrywanie
Utwór został zgłoszony do szwedzkich preselekcji do Konkursu Piosenki Eurowizji w 2007 roku – Melodifestivalen 2007. Muzykę do piosenki napisał Ola Salo, wokalista grupy, a w produkcji pomagał mu Marco Manieri, który zmiksował singel. Björn Engelmann odpowiedzialny był natomiast za mastering.

#### Nagranie
Poszczególne instrumenty w utworze nagrali:
- Wokal: Ola Salo
- Chórek: Elisabeth Fornander, Maria Lilja
- Gitara: Jepson, Martin Axén
- Gitara basowa: Leari
- Keyboard: Jens Andersson
- Perkusja: Sylvester Schlegel

### Wydanie

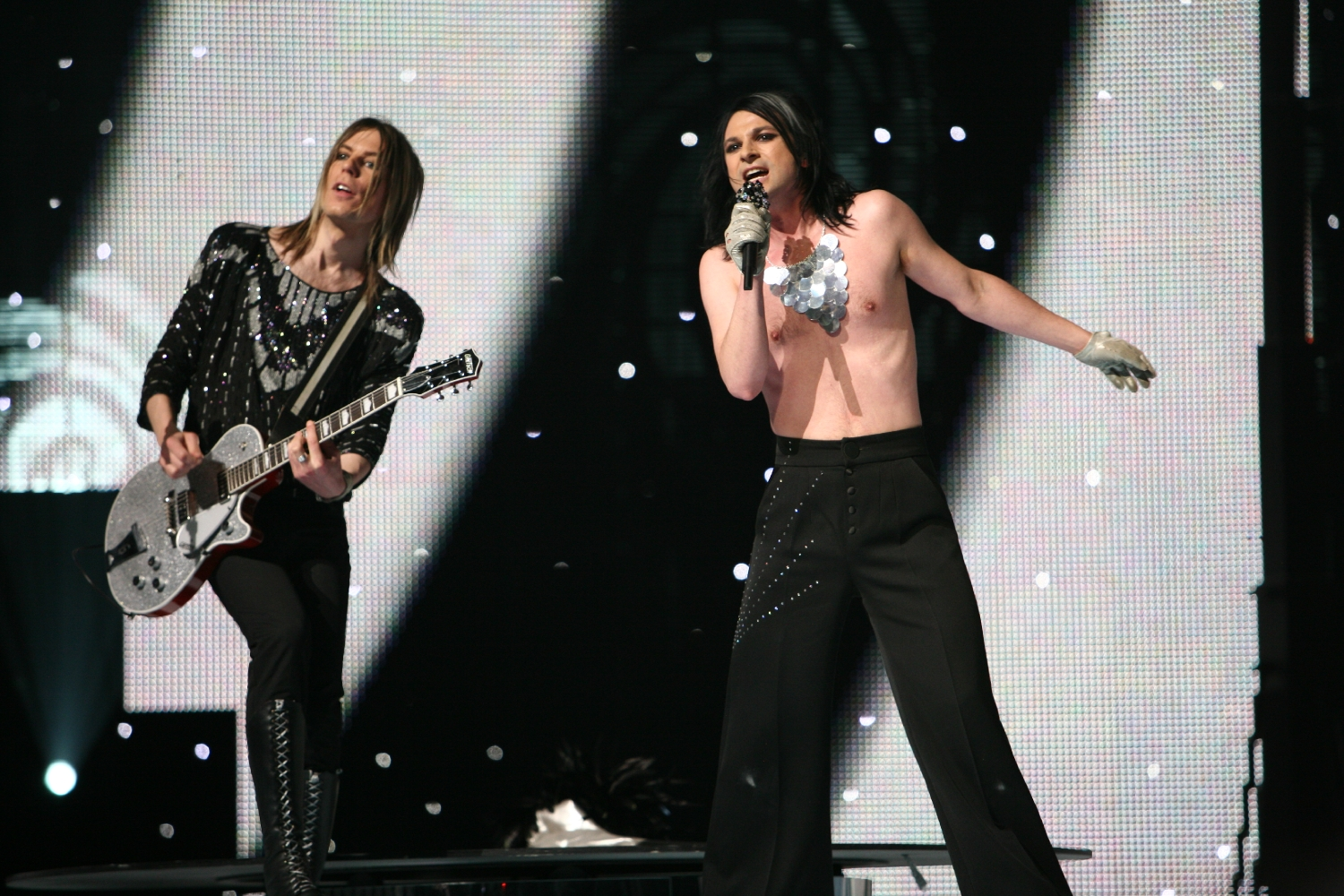
The Ark w trakcie prezentacji „The Worrying Kind” podczas 52. Konkursu Piosenki Eurowizji

Utwór został wydany 5 marca 2007 roku pod szyldem wytwórni Roxy Recordings jako singel reprezentujący Szwecję podczas 52. Konkursu Piosenki Eurowizji organizowanego przez stolicę Finlandii – Helsinki. Promował on również płytę „Prayer for the Weekend”. Okładkę singla zaprojektowała firma Zion Graphics.

### Występy na żywo: Melodifestivalen i Konkurs Piosenki Eurowizji
10 lutego 2007 roku „The Worrying Kind” został wykonany w drugim półfinale szwedzkich selekcji do 52. Konkursu Piosenki Eurowizji – Melodifestivalen 2007. W pierwszej rundzie głosowanie utwór zdobył 81 793 głosów i zakwalifikowany został do drugiego etapu, który wygrał z 104 065 głosami na koncie. 10 marca zespół wykonał piosenkę w finale eliminacji jako ostatni, dziesiąty w kolejności. Ostatecznie wygrał rundę finałową, zdobywając łącznie 248 punktów. Jurorzy przyznali rockowej kompozycji 116 punktów, które uplasowało ją na 1. miejscu w finałowym rankingu sędziów. Dzięki 492 180 głosom widzów The Ark otrzymał 132 punkty od publiczności. Po zsumowaniu punktacji grupa wygrała selekcje z 59-punktową przewagą nad zdobywcą drugiego miejsca w finale – Andreasem Johnsonem.
Dzięki wysokiemu, piątemu miejscu Caroli na 51. edycji festiwalu, zespół nie musiał brać udziału w rundzie półfinałowej. W sobotę 12 maja singel został zaprezentowany w finale konkursu w Hartwall Arena w Helsinkach. Zajął 18. miejsce z 58 punktami na koncie, z czego większość z nich otrzymał od krajów nordyckich - najwyższe noty (12 punktów) od Danii i Norwegii, dziesięć punktów od Islandii oraz osiem od Finlandii. 

## Wydanie na albumach
| Album                  | Data                                    | Wytwórnia                                                                                      | Format | Nr katalogowy                                                                      | Nr utworu | Źródło                                    |
| ---------------------- | --------------------------------------- | ---------------------------------------------------------------------------------------------- | ------ | ---------------------------------------------------------------------------------- | --------- | ----------------------------------------- |
| Prayer for the Weekend | 11, 12, 20 kwietnia 2007 1 czerwca 2007 | Roxy Recordings Sony BMG Music Entertainment At:tack Music, HMC, Supersonic Records, Hot Stuff | 1 CD   | ROXYCD03 1003092 88697112192 ATTACKCD 101 HMCCD-009 88697 11219 2 ROXYCD04 COOL 42 | 2         | [ 10 ] [ 11 ] [ 12 ] [ 13 ] [ 14 ] [ 15 ] |

## Lista utworów
CD single (5 marca 2007)
1. „The Worrying Kind” – 2:55

Vinyl
1. „The Worrying Kind”
2. „Absolutely No Decorum”

German CD Single (1 czerwca 2007)
1. „The Worrying Kind” v 2:56
2. „Any Operator Will Do” – 2:59

Italian CD Single
1. „The Worrying Kind” (Album Version) – 2:55
2. „The Worrying Kind” Soundfactory Club Remix – 5:20
3. „The Worrying Kind” SKD Remix	– 3:22
4. „The Worrying Kind” Soundfactory Radio Mix – 3:11

## Pozycje na listach przebojów
| Kraj            | Lista          | Pozycja |
| --------------- | -------------- | ------- |
| Szwecja         | Singles Top 60 | 1       |
| Wielka Brytania | Singles Top 75 | 121     |